# Bythorn
Bythorn – wieś w Anglii, w hrabstwie Cambridgeshire, w dystrykcie Huntingdonshire, w civil parish Bythorn and Keyston. Leży 42 km na północny zachód od miasta Cambridge i 98 km na północ od Londynu. W 1931 roku civil parish liczyła 129 mieszkańców. Bythorn jest wspomniana w Domesday Book (1086) jako Bierne.